# Igor Stělnov
Igor Stělnov (12. února 1963, Moskva – 24. března 2009, Moskva) byl sovětský lední hokejista. Hrál na pozici obránce.
S reprezentací Sovětského svazu získal dvě zlaté olympijské medaile (1984 a 1988). Dále je držitelem jednoho zlata (1986) a jednoho stříbra (1987) z MS. S armádním mužstvem CSKA Moskva se stal 8násobným vítězem sovětské ligy.
24. března 2009 podlehl vážnému onemocnění srdce.